# Штокроза крымская
Штокроза (шток-роза) крымская (лат. Alcea taurica) — вид двудольных растений рода Штокроза (Alcea) семейства Мальвовые (Malvaceae). Таксономическое название опубликовано российским ботаником Модестом Михайловичем Ильиным в 1949 году.
Как правило (но не всегда) считается синонимом Alcea rugosa Alef..

## Распространение и среда обитания
Эндемик Крыма.
Встречается на антропогенных участках (например, на пустырях), на морском берегу, в лесах, степях, на лугах. Мезотрофное, светолюбивое растение; по отношению к влаге — ксерофит либо мезофит.

## Ботаническое описание
Многолетнее растение высотой 30—100 см.
Верхняя часть листа жилистая; листья опушённые, простые, округлой или яйцевидной формы, размещены очерёдное.
Соцветие кистевидное, несёт пятилепестковые жёлто-беловатые цветки размером 2—5 см.
Плод — коробочка либо семянка, бурого или зелёного цвета.

## Значение
Выращивается как декоративное.

## Природоохранная ситуация
Занесена в Красную книгу Севастополя.